# Rhene
Rhene är ett släkte av spindlar. Rhene ingår i familjen hoppspindlar.

## Dottertaxa tillRhene, i alfabetisk ordning[1]
- Rhene albigera
- Rhene atrata
- Rhene banksii
- Rhene biembolusa
- Rhene biguttata
- Rhene brevipes
- Rhene bufo
- Rhene callida
- Rhene callosa
- Rhene canariensis
- Rhene cancer
- Rhene candida
- Rhene capensis
- Rhene citri
- Rhene cooperi
- Rhene curta
- Rhene daitarensis
- Rhene danieli
- Rhene darjeelingiana
- Rhene decorata
- Rhene deplanata
- Rhene facilis
- Rhene flavicomans
- Rhene flavigera
- Rhene foai
- Rhene formosa
- Rhene habahumpa
- Rhene hinlalakea
- Rhene hirsuta
- Rhene indica
- Rhene ipis
- Rhene jelskii
- Rhene khandalaensis
- Rhene konradi
- Rhene lesserti
- Rhene machadoi
- Rhene margarops
- Rhene modesta
- Rhene mordax
- Rhene mus
- Rhene myunghwani
- Rhene nigrita
- Rhene obscura
- Rhene pantharae
- Rhene parvula
- Rhene phoenicea
- Rhene phuntsholingensis
- Rhene pinguis
- Rhene plana
- Rhene rubrigera
- Rhene saeva
- Rhene setipes
- Rhene sulfurea
- Rhene tamula
- Rhene triapophyses
- Rhene tricolor